# Bartel BM-6
Bartel BM-6 – polski samolot szkolno-myśliwski, zaprojektowany przez Ryszarda Bartla w 1929 r. w Wielkopolskiej Wytwórni Samolotów „Samolot”.

## Historia
W drugiej połowie lat dwudziestych powstała w Polsce koncepcja jednomiejscowego samolotu szkolno-myśliwskiego. Na początku zaproponowano przebudowanie niemieckiego samolotu Fokker D.VII, jednak krajowi producenci opracowali własne projekty: Bartel BM-6 i PWS-11 .
Projekt BM-6 opracował inż. Ryszard Bartel w roku 1929 w Wielkopolskiej Wytwórni Samolotów „Samolot”. Samolot ten, podobnie jak poprzednie konstrukcje Bartla, był wykonany z krajowych surowców, był prosty w konstrukcji i w obsłudze, miał jednakowe płaty górny i dolny. Oblot pierwszego prototypu, BM-6a1, odbył się 8 kwietnia 1930 r. Próby lotnicze wykazały, że należy przeprowadzić pewne modyfikacje konstrukcji. Zmodyfikowany BM-6a2 został oblatany 23 lipca tego samego roku i wykazał dobre właściwości pilotażowe. Jeszcze w tym samym roku samolot został wypróbowany przez mjr. Stefana Pawlikowskiego i wykazał przydatność do akrobacji. We wrześniu samolot był demonstrowany przez tego pilota w Bukareszcie, podczas konkursu samolotów myśliwskich, w których brał udział samolot PZL P.1. W 1931 r. BM-6a2 przeszedł próby w locie w IBTL w Warszawie, po czym został przekazany do użytkowania do Wyższej Szkoły Pilotażu w Grudziądzu, a następnie do Centrum Wyszkolenia Lotnictwa w Dęblinie .
Wytwórnia otrzymała zamówienie na następną wersję BM-6b, wyposażoną w silnik gwiazdowy Wright Whirlwind J-5 o mocy 220 KM. Departament Lotnictwa zamierzał kupić 23 samoloty (wg innych źródeł 30 ) i rozdysponować je razem z prototypami następująco: 18 do szkół i 5 do Eskadry Treningowej (po 1 na pułk). Pożar w wytwórni, a następnie jej upadek, uniemożliwiły jednak realizację zamierzenia. Wytwórnia PWS, która przejęła częściowo produkcję wytwórni WWS „Samolot”, nie podjęła prac nad BM-6b, gdyż miała w tym czasie własny prototyp samolotu tej klasy, PWS-12, który wszedł do produkcji seryjnej jako PWS-14 .
Oba prototypy zostały przydzielone do LSSiB, gdzie w eskadrze ćwiczeń służyły do treningu kadry instruktorskiej. Prawdopodobnie były używane jeszcze w 1933 roku .
W latach 1974–78 Ryszard Bartel opracował projekt samolotu akrobacyjnego Bartel BM-7 stanowiący pomniejszoną kopię BM-6 .

## Opis konstrukcji
Jednomiejscowy dwupłat o konstrukcji mieszanej. Płaty prostokątne z zaokrąglonymi końcami, dwudźwigarowe, wsparte między sobą słupkami tworzącymi literę N oraz pojedynczymi zastrzałami. Płaty górny i dolny jednakowe. Płat górny mocowany do piramidki z oprofilowanych rur stalowych, zamontowanej na kadłubie. Dźwigary skrzynkowe. Płaty kryte sklejką od spodu do tylnego dźwigara, a od góry do przedniego dźwigara; reszta pokrycia płata płócienna. Końcówki skrzydeł oraz lotki kryte sklejką. Kadłub o przekroju prostokątnym, kratownicowy, spawany z rur stalowych, kryty płótnem. Przód oraz góra kadłuba kryte blachą aluminiową. Kabina odkryta. Usterzenie spawane z rur stalowych, kryte płótnem. Usterzenie poziome dzielone, podparte zastrzałami z rury stalowej. Statecznik pionowy, usztywniony cięgnami z rurki profilowej. Podwozie klasyczne stałe .

## Dane techniczne
Dane z: Bartel BM-6, 1930 , Polskie konstrukcje lotnicze do 1939  (w nawiasach dane z Samoloty wojskowe w Polsce: 1924-1939 )
Charakterystyki ogólne
- Załoga: 1
- Długość: 6,35 (6,8) m
- Wysokość: 2,76 (2,8) m
- Rozpiętość: 8,1 (8,09) m
- Powierzchnia skrzydeł: 17,6 m²
- Masa własna: 697 (687) kg
- Masa użyteczna: 288 (263) kg
- Masa całkowita: 985 (950) kg
- Napęd: BM-6a: 1 × silnik rzędowy o układzie V Hispano-Suiza 8Be (Hispano-Suiza 8Ab) o mocy 180 KM

BM-6b: 1 × silnik gwiazdowy Wright Whirlwind J5 o mocy 220 KM
Osiągi
- Prędkość maksymalna: 192 km/h
- Prędkość przelotowa: 165 km/h
- Prędkość minimalna: 85 km/h
- Prędkość lądowania: 90 km/h
- Zasięg: 550 (450) km
- Pułap: 3800 m
- Prędkość wznoszenia: 4 m/s
- Obciążenie powierzchni: 56 kg/m²

Uzbrojenie
- 1 × zsynchronizowany karabin Vickers kal. 7,7 mm w kadłubie